# George Shearing
Albert George Shearing (né le 13 août 1919 à Londres et mort le 14 février 2011 à New York) est un pianiste britannique, aussi accordéoniste, compositeur et chef d'orchestre de jazz.
De très nombreux musiciens sont passés par son orchestre et ses formations : Cal Tjader, Eddie Duran, Toots Thielemans…

## Biographie

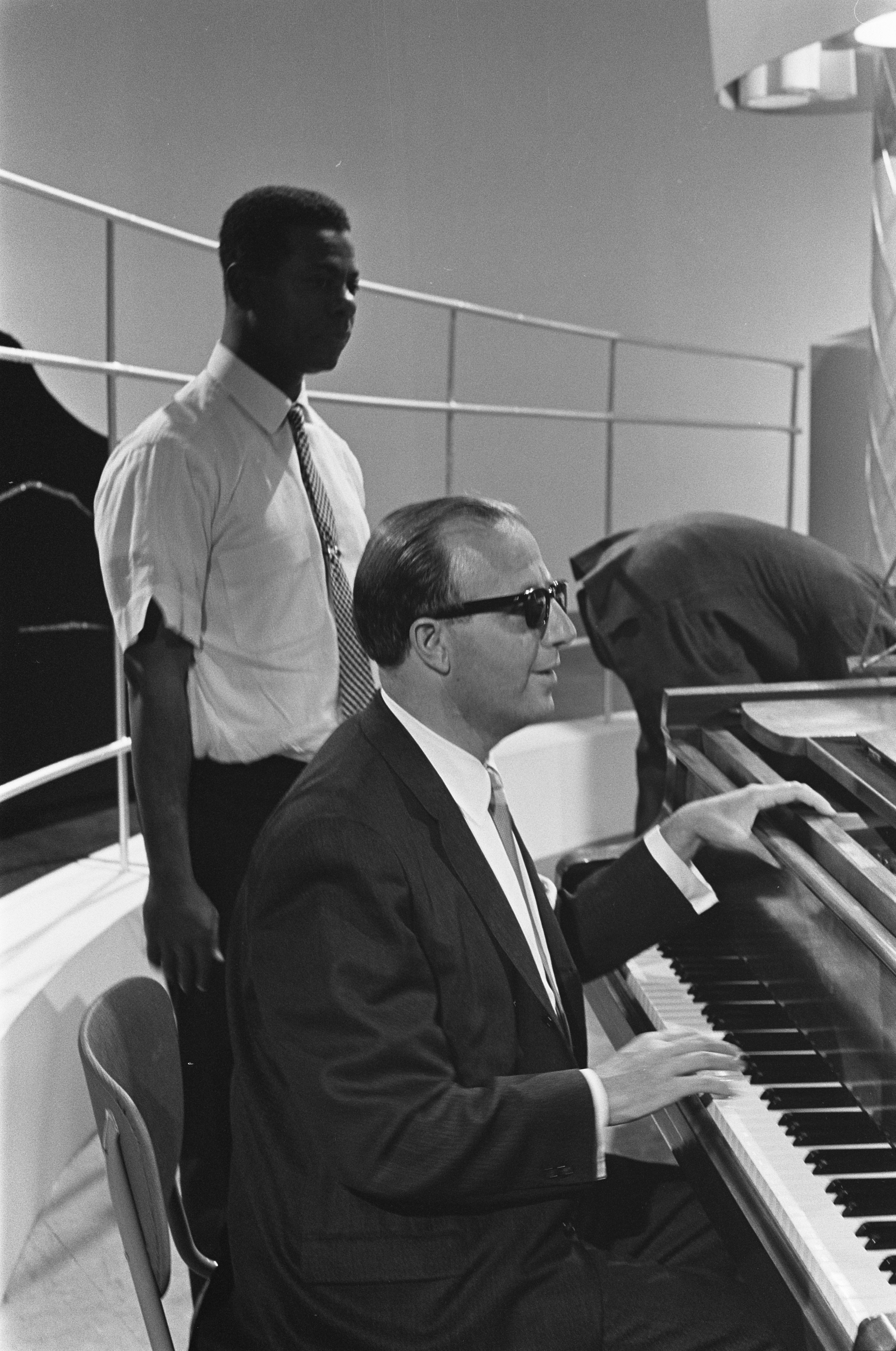
George Shearing avec le percussionniste Hermando Peraza en 1962.

Né aveugle à Battersea à Londres, George Shearing est le benjamin d'une fratrie de neuf enfants, issus de la classe populaire : son père est livreur de charbon et sa mère est femme de ménage.
Il commence à apprendre le piano à trois ans et passe quatre ans à étudier à l'école pour aveugles Linden Lodge (en).
Bien qu'on lui ait proposé plusieurs bourses, il préfère jouer du piano et de l'accordéon dans un pub du coin. Il est alors fortement influencé par les enregistrements de Teddy Wilson et de Fats Waller. Il commence à enregistrer en 1937 avec Leonard Feather. Il rejoint en 1940 le groupe d'Harry Parry (en) et est engagé en 1942 pour jouer avec Stéphane Grappelli et son quartet : les autres membres sont Dave Fullerton à la batterie, George Gibbs et Jack Llewelyn à la guitare. 
Il gagne plusieurs sondages organisés par Melody Maker.
Il débarque à New York en 1947, où son style, complexe harmoniquement, entre swing, bebop et musique classique, plaît. Il joue avec Oscar Pettiford et Buddy DeFranco. En 1949, il forme son premier quintet sous son nom avec Margie Hyams (vibraphone) qui sera remplacé par Don Elliott et Cal Tjader au début des années 50, Chuck Wayne (guitare), remplacé plus tard par Toots Thielemans (présenté comme « John Tillman » et qui restera 7 ans au sein du groupe), John Levy (contrebasse) et Denzil Best (batterie). Ils enregistrent pour Discovery, Savoy et MGM, où ils signent le « tube » September in the Rain (en) (900 000 exemplaires vendus).
En mai 1958, Peggy Lee se joint au quintet de George Shearing qui se produit à l'hôtel Ambassador de Miami Beach. À l'initiative du producteur Dave Cavanaugh (en), leur collaboration est enregistrée sous le titre Beauty and the Beat! (album de Peggy Lee) (en). album qui est considéré à l'époque comme le meilleur enregistrement public de jazz. Cela dit, les recherches acoustiques ultérieures qui ont analysé les rééditions sur CD de l'album, notamment celles du critique Will Friedwald (en) ont établi le fait qu'il s'agissait d'un enregistrement en studio. Ce qui n'enlève rien à la qualité musicale de l'album.
Il enregistre pour Capitol jusqu'à 1969. Il crée son label, Sheba, qui tiendra quelques années. En 1970, il commence à se lasser de la routine installée avec son quintet, et dissout le groupe en 1978. Il enregistre en 1976 The Reunion avec Andy Simpkins et Rusty Jones sur lequel apparaît Stéphane Grappelli. Il joue en trio, en solo et en duo, avec Marian McPartland, Hank Jones, Wes Montgomery, Jim Hall... Il enregistre avec Mel Tormé en 1979 chez Concord records. Leur collaboration lui offrira deux Grammy Awards en 1983 et 1984. Il gagne en 1994 un « Ivor Novello Lifetime Achievement Award »
George Shearing continue de jouer. Il passe ses dernières années entre New York et Chipping Campden (Gloucestershire, Angleterre). Il joue avec Mel Tormé en Angleterre.
Il publie ses mémoires en 2004, Lullaby of Birdland. Peu après, il souffre d'une chute et est obligé d'arrêter de jouer en public.
Il est fait chevalier en 2007.
Il meurt à New York, le 14 février 2011, à 91 ans.

## Style
George Shearing est connu pour son utilisation des block chords, une technique de piano consistant à jouer les mélodies en accords.
Son intérêt pour la musique classique trouve un aboutissement lors de concerts avec des orchestres symphoniques dans les années 50/60 ; on trouve dans ses solos des réminiscences d'Erik Satie, de Frederick Delius ou de Claude Debussy.

## Discographie
Enregistrements :
en format LP (albums originaux)
- 1948 : Pianology (London Records)
- 1949 : September in the rain
- 1950 : Piano Solos With Rhythm (Savoy Records)
- 1955 : Marian McPartland / George Shearing - Great Britain's (Savoy records)
- 1955 : The Shearing Spell (Capitol)
- 1955 : Shearing… By Request (London Records)
- 1957 : The Shearing Piano (Capitol)
- 1958 : In The Night
- 1959 : Satin Affair (Capitol Mono) et (1961 Stereo)
- 1960 : The Shearing Touch (Capitol)
- 1961 : No hard feeling
- 1960 : George Shearing and Nancy Wilson : The Swingin's Mutual (Capitol)
- 1961 : George Shearing and Nat King Cole : Nat King Cole Sings/George Shearing Plays
- 1961 : George Shearing and The Montgomery Brothers : Love Walked In (Jazzland)
- 1962 : Mood Latino (Capitol)
- 1962 : San Francisco Scene (Capitol)
- 1962 : Jazz Moments
- 1962 : Shearing Bossa Nova
- 1965 : Rare Form (Capitol)
- 1966 : Makin' whoppee
- 1974 : My Ship
- 1976 : The Reunion
- 1977 : Windows
- 1979 : On Target
- 1979 : Blues Alley Jazz (live)
- 1979 : Concerto for Classic Guitar and Jazz Piano
- 1980 : On a Clear Day
- 1982 : George Shearing & Mel Tormé
- 1981 : Alone Together
- 1984 : Bright Dimension
- 1985 : Grand Piano
- 1986 : More Grand Piano
- 1990 : On a Clear Day
- 1991 : "Mel & George "Do the World War II" (Concord Records, CCD-4471)
- 1992 : Walkin' : Live at Blue Note
- 1994 : Great Britain's Marian McPartland & George Shearing
- 1997 : Favorite Things
- 2001 : Back to Birdland

Compilations
- 1959 : George Shearing Goes Hollywood (MGM Records)
- 1960 : You’re Hearing The Best Of George Shearing (MGM Records)

### Avec The George Shearing Quintet
en format LP (albums originaux)
- 1950 : George Shearing Quintet ∫ LP 10’ Discovery Records - Discovery DL 3002
- 1950 : (George Shearing Quintet) - You're Hearing George Shearing ∫ LP 10’ MGM Records – E518 (1953) (réédition compilée d’EP 45)
- 1951 : Touch Of Genius! ∫ LP 10’ MGM Records – MGM E90 et LP 33 RPM E3265 (réédition de 1955)(réédition compilée d’EP 45)
- 1951 : I Hear Music ∫ LP 10’ MGM Records – MGM E155 et LP 33 RPM E-3266 (réédition de 1955)(réédition compilée d’EP 45)
- 1953 : When Lights Are Low ∫ LP 10’ MGM Records – MGM E226 et LP 33 RPM E-3264 (réédition de 1955) (avec Cal Tjader)(réédition compilée d’EP 45)
- 1954 : An Evening With The George Shearing Quintet ∫ LP 10’ MGM Records – LP 33 RPM E-3122 (avec Cal Tjader)(réédition compilée d’EP 45)
- 1955 : A Shearing Caravan ∫  LP 33 RPM MGM Records – MGM E-3175 (avec Cal Tjader)
- 1955 : Shearing in Hifi ∫  LP 33 RPM MGM Records – MGM E-3293 (avec Cal Tjader)
- 1956 : Velvet Carpet ∫  LP 33 RPM Capitol Records – Capitol T 720
- 1956 : George Shearing Quintet, Red Norvo Trio – Midnight On Cloud 69 ∫ LP 33 RPM MGM Records – MG 12093
- 1957 : Latin Escapade ∫  LP 33 RPM Capitol Records – Capitol T 737
- 1957 : The George Shearing Quintet and Orchestra – Black Satin ∫  LP 33 RPM Capitol Records – Capitol T 858 et ST 858 (stéréo)
- 1957 : The George Shearing Quintet with Voices – Night Mist ∫  LP 33 RPM Capitol Records – Capitol T 943 et ST 943 (stéréo)
- 1958 : The George Shearing Quintet with Dakota Staton – In The Night ∫  LP 33 RPM Capitol Records – Capitol T 1003 et ST 1003 (stéréo)
- 1958 : The George Shearing Quintet with Brass Choir – Burnished Brass ∫  LP 33 RPM Capitol Records – Capitol T 1038 et ST 1038 (stéréo)
- 1958 :  Latin Lace ∫  LP 33 RPM Capitol Records – Capitol ST 1082 et ST 1082 (stéréo)
- 1958 :  Blue Chiffon ∫  LP 33 RPM Capitol Records – Capitol ST 1124 et ST 1124 (stéréo)
- 1959 : Shearing On Stage! (Live) ∫ LP 33 RPM  Capitol Records – Capitol T-1187
- 1959 : Peggy Lee, accompanied by the George Shearing Quintet - Beauty and the Beat! (Recorded Live At 1959 Miami DJ Convention)∫  LP 33 RPM  Capitol Records – Capitol T1219
- 1959 : Latin Affair ∫  LP 33 RPM  Capitol Records – Capitol T-1275[4].
- 1960 : On the Sunny Side of the Strip (Live) ∫  LP 33 RPM  Capitol Records – Capitol ST 1416
- 2000 : Just For You - Live In The 1950's (3 concerts Live inédits compilés) ∫  CD Jazz Band Records – EBCD 2153-2

Compilation
- 1960 : Satin Latin (compilation ?)  ∫  LP 33 RPM MGM Records – MGM E4041 (avec Cal Tjader)
- 1960 : George Shearing And His Quintet – A Jazz Date With George Shearing  ∫  LP 33 RPM MGM Records – MGM 65 019 (avec Cal Tjader)
- 1961 : Lullaby of Birdland ∫  LP 33 RPM  Pickwick Records
- 2004 : George Shearing Quintet* Featuring Toots Thielemans – Lullaby Of Birdland   ∫  CD Giants Of Jazz records - Giants Of Jazz CD 53402
- The Best of George Shearing 1955-1960  ∫  CD Capitol Records

## Compositions célèbres
Certaines de ses compositions sont devenues des standards de jazz :
- 1952 : Lullaby of bird land (ou Lullaby Of Birdland)

Le second album paru en LP 33T de la pianiste de jazz Marian McPartland s’intitule "Lullaby Of Birdland"(1953) : il reprend le titre ; c’est ici la première interprétation féminine au piano. C’est aussi l’un de tout premiers enregistrements de l'ingénieur du son Rudy Van Gelder et c’est l’une des premières pochettes de disques signées par Bill Harvey. Cet album sera le début d’une longue amitié et d’un grand respect mutuel pour leurs talents respectifs.